# Stroudia sexpunctata
Stroudia sexpunctata är en stekelart som först beskrevs av Giordani Soika 1943.  Stroudia sexpunctata ingår i släktet Stroudia och familjen Eumenidae. Utöver nominatformen finns också underarten S. s. rufella.